# Slippery Nipple
El Slippery Nipple («pezón resbaladizo») es un cóctel de dos capas: la superior de Baileys y la inferior de Sambuca. Cuando se prepara adecuadamente, los ingredientes permanecen en dos capas visiblemente separadas, debido a sus diferentes densidades relativas.

## Historia
El Slippery Nipple nació durante los años 1980, un período de renovado interés por el mundo de los cócteles. Fue criticado por el escritor del New York Times William Grimes como «el líder de una especie de culto donde convergen jóvenes bebedores en busca de diversión y no demasiado exigentes de paladar». El nombre de la bebida es similar a la tendencia de otras bebidas inventadas en el siglo XX, como Sex on the Beach, que fueron intencionalmente impactantes o humorísticas.

## Preparación
La bebida está hecha de 1/2 oz. sambuca, 1/2 oz. licor de crema irlandesa y, opcionalmente, una gota de granadina o una cereza marrasquina. Algunas versiones de la bebida reemplazan la sambuca con partes iguales de anís y schnapps de menta.

## Variantes
Slippery Lionel
| Cantidad | Ingrediente     |
| -------- | --------------- |
| 1 oz.    | London Dry Gin  |
| 1/2 oz.  | Crema irlandesa |

- Tipo de vaso: caballito

Shitty Nipple
| Cantidad | Ingrediente     |
| -------- | --------------- |
| 1 oz.    | Grappa          |
| 1/2 oz.  | Crema irlandesa |

- Tipo de vaso: caballito

Caucasian Nipple
| Cantidad | Ingrediente     |
| -------- | --------------- |
| 1 oz.    | Sambuca\|blanca |
| 1/2 oz.  | Crema irlandesa |

- Tipo de vaso: caballito

Slippery Nipple #2
| Cantidad | Ingrediente     |
| -------- | --------------- |
| 1 oz.    | Sambuca\|       |
| 1/2 oz.  | Crema irlandesa |
| 1 pizca  | Granadina       |

- Tipo de vaso: caballito

Slippery Nipple #3
| Cantidad | Ingrediente     |
| -------- | --------------- |
| 1 oz.    | Sambuca\|       |
| 1/2 oz.  | Crema irlandesa |
| 1/2 oz.  | Vodka           |

- Tipo de copa: martinera

Slippery Nipple #4 (Buttery Nipple)
| Cantidad | Ingrediente           |
| -------- | --------------------- |
| 1/2 oz.  | Baileys               |
| 1/2 oz.  | Butterscotch Schnapps |

- Tipo de vaso: caballito

Slippery Nipple #5
| Cantidad | Ingrediente               |
| -------- | ------------------------- |
| 1/3 oz.  | Crema irlandesa (Baileys) |
| 1/3 oz.  | Butterscotch Schnapps     |
| 1/3 oz.  | Kahlúa (licor de café)    |

- Tipo de copa: martinera

Slippery Nipple #6 (Butterscotch Nipple)
| Cantidad | Ingrediente |
| -------- | ----------- |
| 4/9 oz.  | Sambuca\|   |
| 4/9 oz.  | Baileys     |
| 1/9 oz.  | Stroh 160   |

- Tipo de vaso: caballito